# Khai thác hải sản bất hợp pháp, không khai báo và không theo quy định
Khai thác hải sản bất hợp pháp, không khai báo và không theo quy định (illegal, unreported and unregulated fishing - IUU) là quy định về chống đánh bắt hải sản IUU được Ủy ban châu Âu (EC) ban hành tại Quy định số 1005/20081 có hiệu lực từ ngày 01/10/2010. Mục tiêu của IUU là nhằm thiết lập một thống trên toàn châu Âu (EU) để ngăn chặn và loại bỏ việc nhập khẩu các sản phẩm thủy sản bị khai thác IUU vào thị trường EU.

## Nguyên nhân
Theo Uỷ ban châu Âu, hoạt động đánh bắt cá IUU là mối đe dọa lớn nhất đến việc duy trì, bảo tồn các nguồn lợi thủy sản và đa dạng sinh thái biển, gây ra những tác động nghiêm trọng về môi trường cũng như kinh tế - xã hội trên phạm vi toàn thế giới. Ước tính hoạt động đánh bắt cá IUU chiếm tới 19% tổng sản lượng cá đánh bắt trên thế giới hàng năm. Phần lớn các hoạt động đánh bắt cá IUU diễn ra ở các nước đang phát triển.
EU hiện là thị trường nhập khẩu thủy sản lớn nhất thế giới, đồng thời cũng có các nhà sản xuất, chế biến, buôn bán và xuất khẩu thủy sản lớn, với mạng lưới trao đổi khắp các châu lục. Năm 2007, EU đã nhập gần 16 tỉ Euro các sản phẩm thủy sản. Ước tính hàng năm, EU nhập khoảng 1,1 tỉ Euro các sản phẩm đánh bắt cá có được từ hoạt động IUU. Điều đó có nghĩa là: EU là thị trường tiềm năng cho các tổ chức, cá nhân đánh bắt IUU.
Nguyên nhân của đánh bắt IUU là do: thiếu cơ chế kiểm soát, truy nguyên nguồn gốc khiến các sản phẩm đánh bắt thuộc diện IUU dễ dàng được chuyển hoá qua thị trường EU.
Từ những lý do trên, việc xây dựng, ban hành và thực hiện Quy định IUU là cần thiết; thể hiện trách nhiệm của EC đối với cộng đồng quốc tế trong các nỗ lực ngăn chặn hoạt động đánh bắt cá IUU.

## Quá trình xây dựng, thông qua
Năm 2002, Uỷ ban châu Âu thông qua Kế hoạch để triển khai một Kế hoạch hành động quốc tế của Tổ chức nông lương của Liên hiệp quốc (FAO) năm 2001 nhằm phòng ngừa, ngăn chặn và loại bỏ các hoạt động đánh bắt cá bất hợp pháp, không có báo cáo và không theo quy định.
Năm 2007, Uỷ ban châu Âu tổ chức thực hiện quá trình tham vấn về Quy định chống đánh bắt cá bất hợp pháp, không có báo cáo và không theo quy định (IUU). Văn bản đề xuất về Quy định IUU được thông qua vào tháng 10/2007; đến ngày 24/6/2008, đã đạt được sự đồng thuận chính trị trong EU và sau đó được Hội đồng châu Âu chính thức thông qua ngày 29/9/2008 tại Quyết định số 1005/2008. Quy định IUU có hiệu lực từ ngày 1/1/2010.

## Nội dung chính của Quy định IUU

### Nguyên tắc chung
Quy định sẽ áp dụng đối với:
- Mọi tàu đánh bắt không phân biệt cờ hiệu hay quốc tịch của tàu đó;
- Mọi hoạt động đánh bắt cá tại tất cả các vùng nước đại dương;
- Tất cả các sản phẩm thủy sản được chế biến hoặc chưa qua chế biến (không bao gồm các sản phẩm được nêu trong Phụ lục I của Quy định IUU).

Theo Quy định, một cá nhân hoặc tổ chức đánh bắt cá được cho là vi phạm IUU nếu có dấu hiệu vi phạm các quy định về quản lý và bảo tồn được áp dụng tại khu vực liên quan, hoặc việc đánh bắt cá không có giấy phép hợp lệ, được thực hiện trong vùng biển gần; thực hiện vào mùa cấm đánh bắt; sử dụng các phương tiện đánh bắt bị cấm; không chấp hành các quy định bắt buộc về chế độ báo cáo, giả mạo nhận dạng hoặc cản trở việc điều tra...

### Kiểm tra tàu khai thác thủy sản đối với nước thứ 3
Việc tiếp cận dịch vụ cảng biển, cập bến và chuyển tải của một tàu đánh bắt cá từ nước thứ 3 sẽ chỉ được diễn ra dưới sự cho phép của cảng biển được một nước thành viên chỉ định. Chủ tàu khai thác thủy sản phải thông báo cho cơ quan chức năng của nước thành viên đó ít nhất 3 ngày làm việc trước thời điểm dự kiến giao dịch, phải thông báo về loại sản phẩm, địa điểm đánh bắt và nơi tàu đánh bắt được đăng ký. Ngoài ra, chủ tàu phải trình số liệu về khối lượng sản phẩm theo từng loài, thời gian và địa điểm sẽ cập cảng hoặc chuyển tải.
Tàu khai thủy sản sẽ không được phép cập bến, chuyển tải hoặc giao dịch tại cảng của một nước thành viên EU nếu việc điều tra cho thấy tàu đó có liên quan đến hoạt động đánh bắt cá IUU. Các tàu đánh bắt cá có tên trong Danh sách IUU của EU sẽ không được phép cập cảng tại bất kỳ một nước thành viên EU nào.

### Xuất nhập khẩu các sản phẩm thủy sản
Mọi hoạt động thương mại các sản phẩm thủy sản có được từ hoạt động đánh bắt IUU đều bị nghiêm cấm. Sản phẩm thủy sản được nhập khẩu vào EU phải có Giấy chứng nhận đánh bắt. Cơ quan chức năng của nước có tàu đánh bắt phải xác nhận sản phẩm thủy sản được đánh bắt trên tàu là phù hợp với quy định của pháp luật và các quy định quốc tế về quản lý và bảo tồn nguồn lợi thủy sản. Chứng nhận này phải được cấp bởi cơ quan có thẩm quyền và áp dụng cho tất cả các sản phẩm đã chế biến hoặc chưa qua chế biến (trừ cá nước ngọt, cá cảnh và một số loại thân mềm khác).

### Hệ thống cảnh báo tại EU
Hệ thống này được xây dựng nhằm giúp các cơ quan thẩm quyền đưa thông tin một cách nhanh nhất về các trường hợp vi phạm, đảm bảo tính minh bạch, công khai. EC có trách nhiệm thông tin công khai và phải chịu trách nhiệm về quyết định của mình, đồng thời cần kịp thời thông báo cho nước liên quan biết về quyết định đó.

### Biện pháp xử lý
Tàu đánh bắt sẽ bị đưa vào danh sách IUU nếu nước chủ quản không đáp ứng yêu cầu của EC. Việc đưa ra khỏi danh sách sẽ được thực hiện nếu trong vòng 2 năm liên tiếp sau đó khi không có thông tin cho thấy tàu đó còn dính líu đến hoạt động IUU.
Nước thứ 3 bị đưa vào Danh sách các nước không hợp tác nếu nước đó không thực hiện đầy đủ trách nhiệm của họ theo luật quốc tế, không hợp tác với EC. Mọi trao đổi thương mại về thủy sản, trực tiếp hoặc gián tiếp với nước này cũng bị cấm và sẽ chỉ được dỡ bỏ khi nước này cải thiện được tình hình theo quy định.

### Nội dung khác
Nghiêm cấm mọi quốc gia thành viên EU có liên quan hay ủng hộ các hoạt động đánh bắt cá IUU. Đồng thời, EU có quyền áp đặt một khoản phạt trị giá tối đa gấp 5 lần giá trị lô hàng thủy sản vi phạm, gấp 8 lần nếu tái phạm và trong thời hạn 5 năm đối với các trường hợp vi phạm nghiêm trọng.
Các quốc gia hợp tác, trao đổi thông tin với các tổ chức quản lý đánh bắt cá khu vực, giữa các quốc gia thành viên EU, giữa EU với các nước thứ 3 trong các hoạt động phòng chống, ngăn ngừa và đẩy lùi các hoạt động đánh bắt cá IUU.

## Ảnh hưởng
IUU ảnh hưởng tiêu cực đến nghề cá trên toàn thế giới và của mỗi quốc gia; tác động đến an toàn thực phẩm, có liên quan tới các tội phạm có tổ chức xuyên quốc gia (như buôn bán ma túy), hạn chế và bóp nghẹt các hoạt động đánh bắt cá quy mô nhỏ của các nước đang phát triển, tiếp sức cho tham những, rửa tiền, gian lận thương mại... Lượng cá đánh bắt phi pháp hàng năm được ghi nhận từ 11 đến 26 triệu tấn, tương ứng trị giá từ 11 đến 23,5 tỷ USD..

## Ở Việt Nam

### Thực tế
Năm 2017, Việt Nam trở thành nước thứ hai trong khu vực Đông Nam Á bị EU  "rút thẻ vàng" cảnh báo đối với hải sản khai thác từ các hành vi đánh cá bất hợp pháp, không báo cáo và không theo quy định (IUU). Tàu cá Việt Nam vi phạm các vùng biển nước ngoài đã bị các nước Indonesia, Malaysia, Thái Lan áp dụng những biện pháp cứng rắn, tiêu hủy tàu, bắt người, phạt tiền, gây căng thẳng cho công tác bảo hộ ngoại giao và quan hệ khu vực...

### Các khái niệm

#### Khai thác thủy sản bất hợp pháp
Là hoạt động của tàu cá thực hiện khai thác thủy sản trong vùng biển thuộc quyền tài phán của một quốc gia mà không được phép; hoạt động trái với luật pháp, quy định của quốc gia đó; hoặc tàu cá treo cờ của quốc gia đã ký thỏa ước với một tổ chức quản lý nghề cá khu vực nhưng hoạt động trái với các biện pháp bảo tồn và quản lý của tổ chức có tính chất ràng buộc đối với quốc gia tàu treo cờ; hoạt động trái với các điều khoản trong luật quốc tế được áp dụng; hoặc tàu cá vi phạm luật quốc gia hay các nghĩa vụ quốc tế, bao gồm cả luật và nghĩa vụ quốc tế của các quốc gia hợp tác với một tổ chức quản lý nghề cá khu vực liên quan.

#### Khai thác thủy sản không báo cáo
Là hoạt động khai thác thủy sản không báo cáo hoặc báo cáo không đầy đủ cho cơ quan thẩm quyền, trái với luật pháp và quy định của Việt Nam; được thực hiện trong khu vực thuộc thẩm quyền của một tổ chức quản lý nghề cá khu vực liên quan, không báo cáo hoặc báo cáo không đầy đủ, trái với quy trình thủ tục báo cáo của tổ chức đó.

#### Khai thác thủy sản không theo quy định
Là hoạt động khai thác thực hiện trong khu vực hoạt động của một tổ chức quản lý nghề cá khu vực liên quan bởi các tàu cá không quốc tịch, tàu cá treo cờ của quốc gia không thuộc tổ chức; hay bởi bất kỳ một thực thể khai thác thủy sản nào khác theo cách thức không nhất quán hay trái với các biện pháp bảo tồn và quản lý của tổ chức đó; hoặc được thực hiện bởi các tàu cá trong khu vực hay khai thác loài thủy sản không phải là đối tượng áp dụng của các biện pháp bảo tồn hay quản lý liên quan theo cách thức không nhất quán với trách nhiệm của quốc gia về bảo tồn nguồn sinh vật biển trong luật pháp quốc tế (khai thác ở vùng biển cấm khai thác, khai thác loài cấm khai thác, khai thác không đúng nghề, khai thác không giấy phép, sử dụng phương thức không đúng...).

### Quy định về khai thác bất hợp pháp
Theo Khoản 1, Điều 60, Luật Thủy sản ngày 21/11/2017, hành vi được coi là khai thác thủy sản bất hợp pháp bao gồm:
1. Khai thác thủy sản không có giấy phép;
2. Khai thác thủy sản trong vùng cấm khai thác, trong thời gian cấm khai thác; khai thác, vận chuyển thủy sản cấm khai thác; khai thác loài thủy sản có kích thước nhỏ hơn quy định; sử dụng nghề, ngư cụ khai thác bị cấm;
3. Khai thác trái phép loài thủy sản thuộc Danh mục loài thủy sản nguy cấp, quý, hiếm;
4. Khai thác thủy sản trái phép trong vùng biển thuộc quyền quản lý của tổ chức quản lý nghề cá khu vực, quốc gia và vùng lãnh thổ khác;
5. Khai thác thủy sản vượt sản lượng theo loài, khai thác sai vùng, quá hạn ghi trong giấy phép;
6. Che giấu, giả mạo hoặc hủy chứng cứ vi phạm quy định liên quan đến khai thác, bảo vệ nguồn lợi thủy sản;
7. Ngăn cản, chống đối người có thẩm quyền thực hiện kiểm tra, giám sát sự tuân thủ các quy định về khai thác và bảo vệ nguồn lợi thủy sản;
8. Chuyển tải hoặc hỗ trợ cho tàu đã được xác định có hành vi khai thác thủy sản bất hợp pháp, trừ trường hợp bất khả kháng;
9. Không trang bị hoặc trang bị không đầy đủ hoặc không vận hành thiết bị thông tin liên lạc và thiết bị giám sát hành trình theo quy định;
10. Không có Giấy chứng nhận cơ sở đủ điều kiện an toàn thực phẩm theo quy định;
11. Tạm nhập, tái xuất, tạm xuất, tái nhập, chuyển khẩu, quá cảnh qua lãnh thổ Việt Nam thủy sản, sản phẩm thủy sản có nguồn gốc từ khai thác thủy sản bất hợp pháp;
12. Không ghi, ghi không đầy đủ, không đúng, không nộp nhật ký khai thác thủy sản, không báo cáo theo quy định;
13. Sử dụng tàu cá không quốc tịch hoặc mang quốc tịch của quốc gia không phải là thành viên để khai thác thủy sản trái phép trong vùng biển quốc tế thuộc thẩm quyền quản lý của tổ chức quản lý nghề cá khu vực;
14. Sử dụng tàu cá để khai thác thủy sản không theo quy định về khai thác và bảo vệ nguồn lợi thủy sản trong vùng biển quốc tế không thuộc thẩm quyền quản lý của tổ chức quản lý nghề cá khu vực.[4]